# Rat (film)
Rat är en jugoslavisk film från 1960, regisserad av Veljko Bulajić. Filmtiteln Rat är serbokroatiska för krig. Filmens spelades in i Kroatien.

## Handling
John och Maria förbereder sig för äktenskap när krigsförklaring proklameras. John tvingas då in i militärtjänst. Maria och hennes familj blir flyktingar efter ett luftangrepp.
När Johan söker skydd i ett skyddsrum så återförenas han med sin älskade Maria och en hel del folk ifrån deras stad. Dom får reda på att staten har bestämt sig för att använda sig av kärnvapen för att vinna kriget. Men folket vill bara ha fred och bestämmer sig för att göra revolt. John blir då anklagad för landsförräderi och armén försöker döda honom medan bomberna faller.

## Priser och nomineringar
Filmen tilldelades tre priser vid Golden Arena awards 1960 på Pulas filmfestival:
1. Golden Arena för bästa regissör Veljko Bulajić
2. Golden Arena för bästa manlige huvudroll Antun Vrdoljak
3. Golden Arena för bästa Scenografi Duško Jeričević [2]

Filmen blev dessutom nominerad till Guldlejonet året 1960 på Filmfestivalen i Venedig.